# Satyrus atlantis
Satyrus atlantis är en fjärilsart som beskrevs av Jules Leon Austaut 1905. Satyrus atlantis ingår i släktet Satyrus och familjen praktfjärilar. Inga underarter finns listade.